# Смоляр Людмила Олексіївна

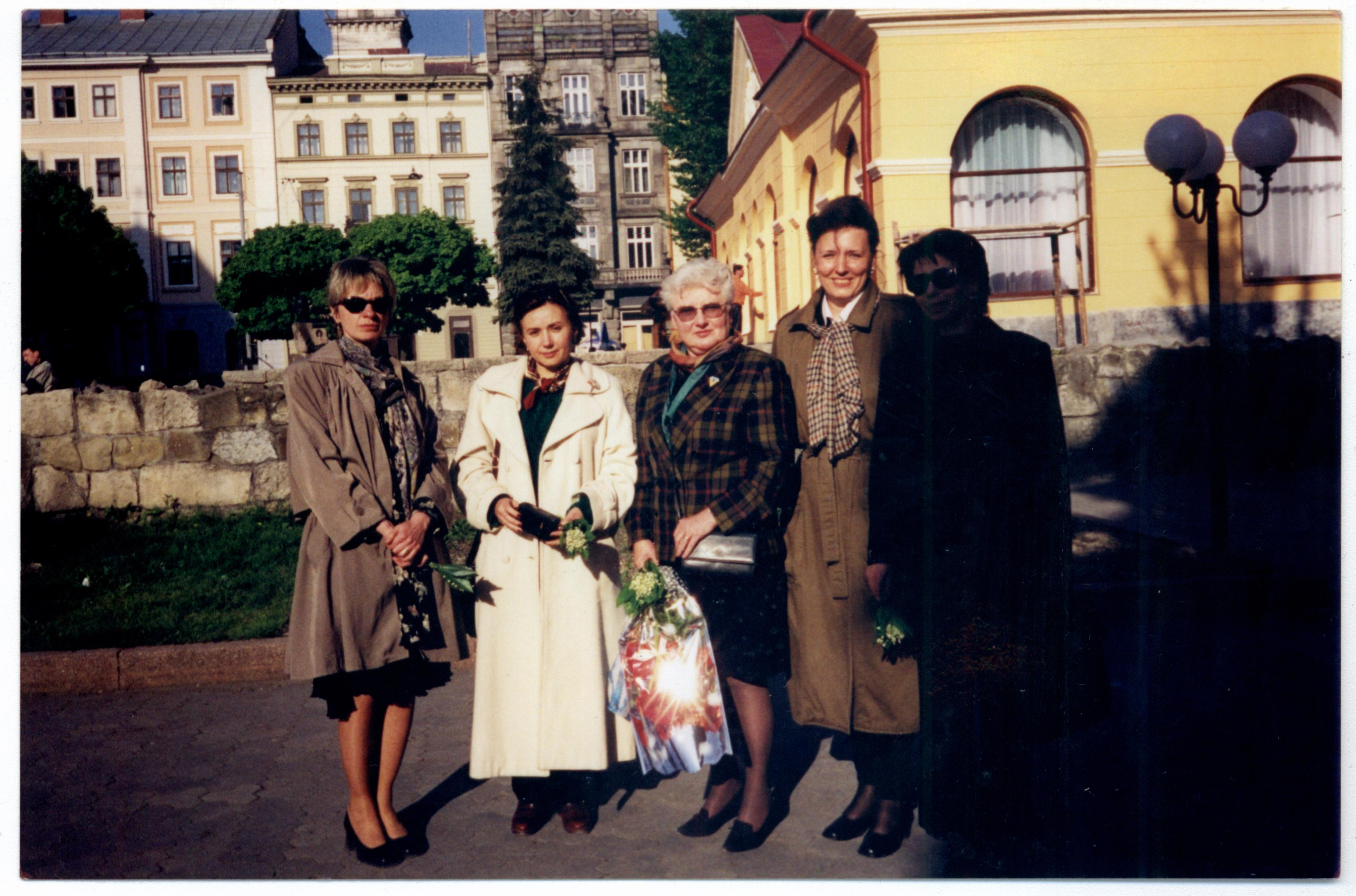
Людмила Смоляр (друга праворуч) у колі колег-істориків у Львові 1999 р. У центрі — Марта Богачевська-Хомяк.

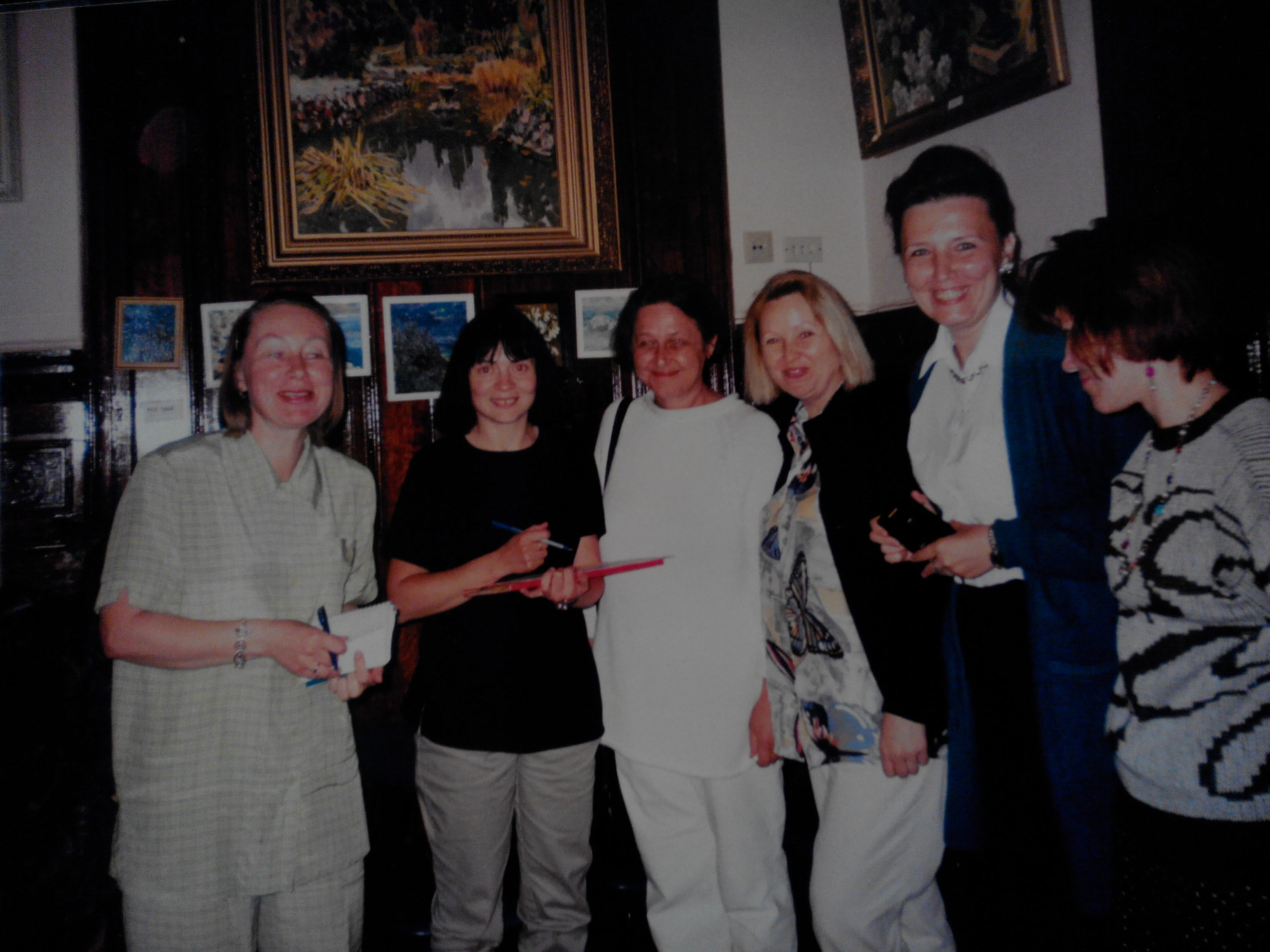
Людмила Смоляр (друга праворуч) у колі колег-долідниць гендерних студій під час літньої школи з гендерних студій, організованої ХЦГД у м. Форос, Крим у 1998 р. Друга ліворуч — Ірина Жерьобкіна, директорка ХЦГД.

Смоляр Людмила Олексіївна (15 січня 1958, Львів, УРСР — † 13 лютого 2004, Одеса, Україна) —  український історик, одна з перших в Україні дослідниць жіночої історії та історії жіночого руху, активна діячка щодо впровадження гендерної освіти в Україні.

## Біографія
Народилася в родині вчителів. Батько — Ракуса Олексій Федотович (01 серпня 1925, село Ободи, Білопільський район, Сумська область — 15 липня 2012, Львів, Україна), учасник Другої Світової війни, фронтовик, цілком втратив зір на війні, після закінчення війни викладав історію в середній школі. Пройшов шлях від рядового інженера до голови обласної організації Українського Товариства Сліпих (УТОС).
Мати — Ракуса Катерина Миколаївна (18 червня 1935, село Ободи, Білопільсбкий район, Сумська область — 13 лютого 1961, Львів, УРСР), викладала німецьку мову в середній школі Львова.
Випускниця історичного факультету Львівського державного університету ім. Івана Франка.
Кандидат історичних наук, доцент. Викладала на  кафедрі історії Одеської державної академії харчових технологій.
Була засновницею та  директором Одеського наукового центру жіночих досліджень, міжнародним експертом Ради Європи,
Померла в Одесі, похована на Західному кладовищі.

## Праці
- Минуле заради майбутнього. Жіночий рух Наддніпрянської України II пол. XIX - поч. XX ст. Сторінки історії: Монографія. – Одеса: Астропринт, 1998. – 408 с.[1]

- Жіночі студії в Україні: Жінка в історії та сьогодні: Монографія / За загальн. ред. Л. О. Смоляр. – Одеса: Астропринт, 1999. – 440 с. [2].

## Нагороди
- Орден  княгині Ольги III ступеня[3]